# Anna Chlumsky
Anna Chlumsky, född 3 december 1980 i Chicago, Illinois, är en amerikansk skådespelare.
Chlumsky är mest känd för att spela Vada Sultenfuss i filmen Min tjej (My Girl) mot Macaulay Culkin och uppföljaren Min tjej 2 (My Girl 2).
Chlumsky tog examen från University of Chicago 2002 och arbetade i New York för ett undersökningsföretag under en kort period.

## Karriär
Anna Chlumsky började i tidig ålder som modell med sin mor i en reklamkampanj. Förutom de två filmerna Min tjej och Min tjej 2, har Chlumsky medverkat i flera filmer, bland annat Gold diggers: The Secret of Bear Mountain med Christina Ricci.
Chlumsky har även medverkat i ett avsnitt av 30 Rock där hon spelade karaktären Liz Lemler, och i ett avsnitt av NBC:s dramaserie Law & Order under 2007.

## Filmografi
- 1991 – Min tjej
- 1994 – Min tjej 2
- 1994 – Mamma till salu
- 1995 – Guldgrävarna - hemligheten i Bear Mountain
- 1997 – A Child's Wish
- 2005 – Wait
- 2007 – Blood Car
- 2007 – 30 Rock
- 2009 – In the Loop
- 2012–2014 – Veep (TV-serie)
- 2013–2014 – Hannibal (TV-serie)
- 2025 – Bride Hard